# Guillaume Elmont
Guillaume Ricaldo Elmont (Rotterdam, 10 augustus 1981) is een Nederlandse judoka, die het grootste succes uit zijn loopbaan behaalde op 9 september 2005, toen hij in Caïro wereldkampioen werd in de klasse tot 81 kg. In het dagelijks leven was Elmont tot 2013 kapitein bij de Koninklijke Luchtmacht en maakte hij deel uit van de Defensie Topsport Selectie.
Met zijn wereldkampioenschap was Elmont 'pas' de derde Nederlander die een gouden medaille won bij de mannen, na Anton Geesink en Wim Ruska. In de finale versloeg hij Abderahman Benamadi uit Algerije met twee keer Waza-ari, wat gelijk staat aan ippon. Op het WK 2007 in Rio de Janeiro won hij een bronzen medaille.
Elmont is een pupil van coach Cor van der Geest van de KenAmJu-school uit Haarlem. Tot zijn wereldtitel was zijn beste prestatie de winst van de Europese titel bij de junioren in 2000. Hij werd elfmaal Nederlands kampioen en heeft daarmee het recordaantal nationale titels op zijn naam staan. Elmont studeerde psychologie aan de Vrije Universiteit in Amsterdam.
Zijn vader Ricardo is oud-judoka en nam namens Suriname deel aan de Olympische Zomerspelen 1976 in Montreal. Zelf maakte Elmont zijn olympisch debuut bij de Spelen van Athene, waar hij in de eerste ronde werd uitgeschakeld. Op de Spelen van Peking verloor hij in de wedstrijd om de bronzen medaille, waardoor hij vijfde werd. In 2012 werd hij in de eerste ronde uitgeschakeld op de Spelen van Londen.
Ook zijn jongere broer Dex Elmont is judoka.
Op 5 juli 2012 schreef minister Hans Hillen van Defensie in een brief aan de Tweede Kamer dat de krijgsmacht onder druk van de bezuinigingen per 1 december van datzelfde jaar stopt met de Defensie Topsport Selectie. Dat betekende voor Elmont dat hij zijn baan bij Defensie verloor. Hetzelfde gold voor de atleten Bram Som en Gregory Sedoc, collega-judoka Elisabeth Willeboordse en geweerschutter Rolf van der Velde.
Elmont maakte na de Spelen van Londen bekend verder te gaan met judo in de klasse tot 90 kg. Hierin maakte hij zijn debuut tijdens de  Grand Prix van Düsseldorf. Bij zijn tweede toernooi in deze klasse, in Samsun, behaalde hij een zilveren medaille.
Op 8 oktober 2015 maakt Elmont bekend dat hij door een ernstige blessure (hij heeft een pees in zijn biceps afgescheurd) zijn loopbaan als judoka per direct moet beëindigen. Hij zet zijn werkzame leven voort als psycholoog en performance coach bij de voetbalvereniging Ajax.
In mei 2025 wordt Elmont de nieuwe directeur topsport van de Judo Bond Nederland. Hij volgt hiermee Anthonie Wurth op die de functie ad interim vervulde, na het aftreden van Gijs Ronnes wegens teleurstellende resultaten tijdens de Olymische Zomerspelen van Parijs 2024. Nederland haalde in het Olympische judotournooi voor het eerst in veertig jaar geen medaille.

## Erelijst
| Gewichts- klasse | Jaar          | OS      | WK | EK   | NK     | World Cup/Tour | World Cup/Tour | World Cup/Tour |
| Gewichts- klasse | Jaar          | OS      | WK | EK   | NK     | Goud           | Zilver         | Brons          |
| ---------------- | ------------- | ------- | -- | ---- | ------ | -------------- | -------------- | -------------- |
| 73-              | 2000          | –       | –  | –    | Zilver |                |                |                |
| 81-              | 2001          |         | –  | –    | Goud   |                |                |                |
| 81-              | 2002          | –       | 7e | Goud | 1      |                |                |                |
| 81-              | 2003          | –       | –  | Goud | 1      |                |                |                |
| 81-              | 2004          | 1eRonde | –  | –    | Goud   | 1              |                | 1              |
| 81-              | 2005          |         | ↑  | 5e   | Goud   | 1              | 1              |                |
| 81-              | 2006          | –       | ↑  | Goud |        |                | 1              |                |
| 81-              | 2007          | ↑       | ↑  | Goud | 1      |                |                |                |
| 81-              | 2008          | 5e      | –  | ↑    | Goud   |                |                |                |
| 81-              | 2009          |         | –  | –    | Goud   |                | 1              |                |
| 81-              | 2010          | 7e      | ↑  | Goud | 1      | 1              | 1              |                |
| 81-              | 2011          | –       | –  | Goud |        | 2              |                |                |
| 81-              | 2012          | 17e     | –  | –    | –      |                |                |                |
| 81-              | 2013          |         | –  | –    | –      |                | 1              |                |
| 81-              | 2014          | 7e      | –  | –    | 1      |                |                |                |
| 90-              | 2015          | –       | ↑  | –    |        |                | 1              |                |
|                  |               |         |    |      |        |                |                |                |
| Totaal zeges:    | Totaal zeges: | 0       | 1  | 0    | 11     | 7              | 6              | 4              |